# Joan Illas i Vidal
Joan Illas i Vidal (Barcelona, 14 de desembre de 1819 - 25 de febrer de 1876) fou un advocat, economista i polític català defensor del proteccionisme econòmic.
Deixeble d'Eudald Jaumeandreu, fou vocal de la Junta de Comerç i regentà la càtedra de dret mercantil de les escoles d'aquesta institució. Fou un dels fundadors de l'Institut Industrial de Catalunya.
Políticament fou proper a Ramon Martí d'Eixalà i a Manuel Duran i Bas i fou elegit diputat a Corts per Barcelona els anys 1857, 1864 i 1865 en candidatures conservadores addictes a la Unión Liberal. Com a diputat, va defensar els interessos polítics i econòmics de Catalunya. Era un bon orador i un hàbil polemista. Defensà les seves idees en múltiples articles a El Bien Público, revista de l'Institut Industrial de Catalunya, del qual va ser secretari. També en altres publicacions com El Imparcial, La Verdad Económica, El Áncora o El Vapor, a vegades amb el pseudònim de Berenguer Leal.
Fou nomenat acadèmic de la Reial Acadèmia de Bones Lletres el 1846.